# 乔治·阿尔贝·布兰洁
乔治·亚伯特·布兰洁（George Albert Boulenger，1858年10月19日—1937年11月23日）也译作保兰格、布朗格、布伦格，比利时裔英国生物学家，对两栖类、爬行类及鱼类的分类研究做出了重要贡献，描述命名了超过2500种新物种。
布兰洁出生于比利时布鲁塞尔，1876年毕业于布鲁塞尔自由大学。1881年受阿尔伯特·甘瑟的邀请前往大英博物馆工作，次年成为动物学部一级助理，直至1920年退休。晚年专注于植物学特别是蔷薇属植物的研究。1937年于法国圣马洛逝世。

## 所命名的分類
（列表可能不完整）
- 11个乔治·阿尔贝·布兰洁命名的分類單元